# Ali Hassan Salameh
Ali Hassan Salameh (en árabe: علي حسن سلامة, ʿAlī Ḥasan Salāmah) (Qula, Mandato Británico de Palestina; 1 de abril de 1941-Beirut, 22 de enero de 1979) fue un militante palestino, jefe de operaciones y fundador de la organización Septiembre Negro, autores materiales del secuestro en pleno vuelo del Vuelo 571 de Sabena de mayo de 1972 y de la posterior masacre de Múnich. Fue asesinado por el Mosad como «objetivo prioritario» en el marco de la Operación Cólera de Dios.

## Biografía
Salameh nació en la ciudad palestina de Qula, cerca de Jaffa, en el seno de una familia adinerada en abril de 1941. Era el hijo de Hasan Salama, miembro de la guerrilla del Santo Ejército muerto en acción, en la batalla de Ras al-Ein contra las Fuerzas de Defensa de Israel, el 2 de junio de 1948. Ali Salameh se educó en Alemania y se cree que recibió su entrenamiento militar en El Cairo y Moscú.
Era conocido por hacer alarde de su riqueza, estar rodeado de mujeres y conducir coches de gama alta y deportivos, así como por tener un atractivo popular entre los jóvenes palestinos. Era apodado coloquialmente como el "Príncipe Rojo". Se desempeñó como jefe de seguridad de Fatah. Como miembro destacado de la organización Septiembre Negro planeó los ataques a la Villa Olímpica en la que se albergaba la delegación israelí durante los Juegos Olímpicos de Múnich de 1972 y que acabó con la muerte de 11 atletas judíos tras un fallido intento de rescate en un aeródromo cercano. Tras estos ataques, el Mosad israelí puso en acción la Operación Cólera de Dios. En 1973, agentes del Mosad mataron a un inocente, un desafortunado camarero marroquí, Ahmed Bouchiki, en lo que se conoció como el caso Lillehammer, ocurrido en Noruega, y al que habían confundido con Salameh, conllevando el arresto de seis agentes israelíes, incluyendo dos mujeres. El oficial del operativo, Michael Harari, consiguió escapar hacia Israel. Cinco de los detenidos fueron condenados por el asesinato y encarcelados, pero serían liberados y devueltos a Israel en 1975. El escritor y ex oficial del Mosad Víctor Ostrovsky afirma que Salameh fue clave a la hora de confundir al servicio de inteligencia al proporcionar información falsa acerca de su paradero.
Como resultado del fracaso de Lillehammer y su supuesta protección de la CIA, Salameh se sintió relativamente seguro y, por lo tanto, no actuó como un hombre en fuga. Habiendo vivido a cubierto en varias partes de Medio Oriente y Europa, en 1978 se casó con Georgina Rizk, una celebridad libanesa que llegó a ser Miss Universo 1971. La pareja pasó su luna de miel en Hawái y luego se quedó en Disneyland (California). Cuando Rizk quedó embarazada, regresó a su apartamento en Beirut, donde Salameh también alquiló un apartamento separado. Rizk estaba embarazada de seis meses en el momento del asesinato de su marido. Su hijo Ali Salameh se licenció en Ciencias Políticas en Canadá. Por un matrimonio anterior, era nieto político del líder religioso Amin al-Husayni. Tuvo dos hijos de su primer matrimonio con Um Hassan.
Según varias fuentes, Salameh sirvió como contacto secreto entre la Organización de Liberación de Palestina (OLP) y CIA desde 1970 hasta su muerte, garantizando no asesinar a ciudadanos estadounidenses a cambio de apoyo financiero y político. Sin embargo, cuando los israelíes le preguntaron, los funcionarios estadounidenses negaron la relación. Ayudó a proteger a ciudadanos estadounidenses en Beirut y su papel fue el facilitar los contactos entre palestinos y estadounidenses, con la esperanza de obtener el apoyo del país americano a Palestina.

## Muerte
Tras el incidente Lillehammer se desencadenó un sentimiento de indignación internacional ante el asesinato erróneo que obligó a la primera ministra Golda Meir a suspender la Operación Cólera de Dios. La investigación noruega que se llevó a cabo y las revelaciones de los agentes capturados comprometieron a los activos del Mosad en Europa, incluyendo pisos francos, agentes y operativos. Sin embargo, cinco años más tarde se decidió reanudar la operación bajo el mandato de un nuevo primer ministro, Menachem Begin, y buscar a aquellos miembros de la lista todavía con vida.
El Mosad comenzó a vigilar los movimientos de Salameh en junio de 1978 después de haberlo seguido hasta Beirut, Líbano a finales del otoño de 1978. Se intensificaron los apoyos al Mosad con la Operación codificada como Rebelde (quemado), estando a cargo de Michael Harari. A finales de ese año, un agente libanés que trabajaba para la inteligencia militar israelí dio información clave sobre el objetivo. Se cree que uno de los agentes involucrados cuyo nombre en clave era Erika Mary Chambers entró en el país bajo pasaporte británico emitido en 1975, en octubre de 1978 como una empleada de los orfanatos palestinos. Una vez allí, alquiló un apartamento en la Rue Verdun, una calle frecuentada por Salameh. Otros agentes llegaron, incluyendo a dos que usaban los pseudónimos de Peter Scriver y Roland Kolberg, viajando con pasaporte británico y canadiense, respectivamente. Las operaciones del Mosad fueron desplegadas en Beirut para monitorizar a Salameh y uno de los agentes se enroló en el Gimnasio en donde hacía ejercicio y entablando amistad. Cerca de catorce agentes del Mosad participaron en la operación. Desde octubre de 1978 por un período de seis semanas, agentes del Mosad vigilaron a Salameh anotando que pasaba muchas tardes en el departamento de Rizk en Snoubra, oeste de Beirut y después de las reuniones pasaba tiempo en el gimnasio y en el baño sauna. El plan inicial de asesinarlo en el baño sauna fue descartado por el temor de lesionar a civiles. El Mosad se decidió utilizar un coche bomba.
El 22 de enero de 1979 estuvo en un convoy de dos camionetas Chevrolet wagon membretadas hacia el departamento de Rizk hacia una fiesta de cumpleaños de su mamá. Algún tiempo después de su llegada, un Volkswagen cargado con explosivos plásticos fue estacionado en la Rue Verdun, a la vista del apartamento alquilado. A las 15:35 horas del 22 de enero de 1979, mientras Salameh y cuatro guardaespaldas recorrían la calle en una furgoneta Chevrolet, al entrar por la Calle Madame Curie, 100 kg de explosivos estallaron al momento de pasar donde estaba estacionado el Volkswagen. Los explosivos fueron detonados desde el apartamento usando un dispositivo de radio, matando a todos los pasajeros del vehículo. Harari vio la explosión a través de un telescopio de un barco de la armada israelí que se encontraba en la costa de Beirut. Tras cinco intentos fallidos el Mosad conseguía matar a Salameh. No obstante, la explosión también mató a cuatro transeúntes inocentes, incluyendo a un estudiante inglés y a una monja de Alemania Occidental, e hirió a otras 18 personas. Inmediatamente tras la operación, los tres agentes desaparecieron sin dejar huella, y salieron del país a través de un barco de la armada israelí, así como los otros 14 miembros de apoyo que se creía que habían participado en la operación.
La detonación dejó a Salameh consciente, pero con severas lesiones y con mucho dolor, teniendo piezas de acero de la metralla, incrustadas en su cabeza y en su cuerpo. Fue llevado a la American University of Beirut, donde murió en la mesa de operaciones a la 16:03 h. Los cuatro guardaespaldas de Salameh también murieron en la explosión. Cuatro espectadores también murieron. Al final fueron 16 personas lesionadas en la explosión.

## Funeral
Salameh fue enterrado en Beirut después de un gran funeral público al que asistieron Yasser Arafat y más de 20 000 palestinos el 24 de enero de 1979.